# دوري كرة القدم النرويجي الدرجة الأولى 1969
دوري كرة القدم النرويجي الدرجة الأولى 1969 (بالنرويجية: 2. divisjon fotball for menn 1969)‏ هو موسم من الدوري النرويجي الدرجة الأولى. فاز فيه Pors Fotball ‏.